# Syedella aurangabadensis
Syedella aurangabadensis är en rundmaskart som beskrevs av Suryawanshi 1971. Syedella aurangabadensis ingår i släktet Syedella och familjen Diplogasteridae. Inga underarter finns listade i Catalogue of Life.